# Gargara ornata
Gargara ornata är en insektsart som beskrevs av William D. Funkhouser 1929. Gargara ornata ingår i släktet Gargara och familjen hornstritar. Inga underarter finns listade i Catalogue of Life.